# Український світ
«Український Світ» — загальний соціальний термін[джерело?], фігура мови на позначення якогось асоціативного зв'язку з українською культурою. За іншою трактовкою: Український світ — це геополітична ідея, концепція, що визначається як спільний «цивілізаційний простір» світового українства, покликана розширювати геополітичну присутність України у світі та реалізацію національних інтерсів України через міжнародну інтеграцію і співробітництво. Основи «Українського Світу»: духовність і держава, українська культура і мова, національна економіка і розвинена соціальна сфера, українська наука та технології.

## «Український Світ» в українознавстві
Український світ — когнітивна метафора, метафізичне поняття в українознавстві — абстраговане і виведене (узагальненням) за певними ознаками поняття онтологічної реальності, об'єднаної в цілісність певними соціокультурними, етнонаціональними, суспільно-історичними, геоекономічними, геополітичними ознаками. Вираз є одним з основних понять, що входить в структуру предметного поля українознавства — онтологічної думки в філософському дослідженні теорії «того що існує, і як існує», поряд з поняттями: «українці», «українськість», «українство», «українська людина», «Україна», «український соціум», «природа України», «українська культура», «загальнолюдська цивілізація» та ін. Україна та світове українство разом — «всепланетарний Український Світ» — «є і об'єктом, і джерелом, і образом та аналогом долі українознавства». Український світ — це когнітивна метафора, котра визначає специфіку фундаментального шляху українського людського буття у світі та культура, що об'єктивується у метакультурі на його основі, що має своїм підґрунтям взаємодію українського світовідношення, яке творилося і трансформувалося упродовж тисячоліть і сьогодні репрезентує суть буття і свідомості українців як нації.
Об'єктом українознавства є реальний український світ, який творився і трансформувався упродовж тисячоліть і сьогодні репрезентує суть буття і свідомості українців як нації. Це онтологічна реальність, об'єднана в цілісність певними соціокультурними, етнонаціональними, суспільно-історичними, геоекономічними, геополітичними ознаками. Визначальними категоріальними характеристиками українського світу є цілісність, універсальність, самобутність, самодостатність, саморозвиток, єдність і взаємоопосередкованість усіх його вимірів.
По суті, «Український Світ» — це спільний «цивілізаційний простір» світового українства (Україна плюс світове українство), покликаний розширювати геополітичну присутність України у світі та реалізацію національних інтересів України через міжнародну інтеграцію і співробітництво. Основи «Українського Світу», акцентовані різними авторами: духовність і держава, українська культура і мова, національна економіка і розвинена соціальна сфера, українська наука та технології.
Українці, які живуть в різних країнах світу (діаспора) відповідно до українського законодавства мають статус закордонного українця, за різними оцінками — це від 12 до 20 млн осіб, — спілкуючись українською мовою в побуті, з колегами на роботі, об'єднуючись за зацікавленнями в: гуртки, художні колективи, громадські організації, релігійні об'єднання, відкриваючи і засновуючи: учбові заклади, засоби масової інформації, церкви, монастирі, музеї, бібліотеки, культурні центри, пам'ятники культури тощо, — створюють «Український Світ». Їхній статус і принципи діяльності регулюються національним законодавством країни перебування та нормативно-правовими актами України.

## Окремі точки зору про «Український Світ»
- Верховний архієпископ Києво-Галицький, митрополит Київський — предстоятель Української греко-католицької церкви Блаженнійший Святослав:

| «Я розумію український світ як єдність та солідарність українців в Україні та в усьому світі. Будувати український світ - означає дбати про свою культуру та любити український народ, а також піклуватися, щоб гідність українців поважали інші народи»[12] |
- Перший Президент України Леонід Кравчук про український та російський світи:

| "Не буде в Україні Президента, який би підтримувався б Росією, російським бомондом, навіть на рівні російської влади, я не кажу вже про різні там політичні сили. Коли Президент Росії Володимир Путін каже, що Україна - це неприродна держава, то про що можна далі говорити?” |
- Український політик та громадський діяч, Голова Служби безпеки України Валентин Наливайченко:

| Разом з моїми однодумцями я пропоную і підтримую доктрину українського світу. Це означає інтеграцію до європейського простору. Це означає докорінне оновлення життя в нашій країні. Це означає встановлення економічних правил, за допомогою яких буде створено робочі місця, підтримати малий і середній бізнес, залучити зовнішні і внутрішні інвестиції, не боячись корупції. Це означає повну реформу медичної галузі й соціальної сфери, щоб до людей ставилися не як до бидла, а як до головної цінності держави. Це означає очищення України від всього совкового мотлоху, який через нестачу волі не вдалося відкинути нашим попереднім лідерам. Це і означає український світ, який завжди стоятиме проти будь-яких неоімперських концепцій.[13] |
- П'ятий Президент України Петро Порошенко про ідентичність українського народу:

| "Моє завдання як Президента - створити належні умови для чесної політики національної пам'яті. Саме таку політику повернення до наших історичних джерел я і впроваджую від дня своєї інавгурації, і продовжуватиму її надалі. Бо досвід вчить: коли ми впадаємо в амнезію, стаємо легкою здобиччю ворога в гібридній війні. Ми вшановуємо українських героїв, відзначаємо свої свята і пам’ятні дати. І більше ніколи не допустимо експансії радянсько-російської імперської ідеології в український простір. Тут вам не «русский мир», тут – український світ!»[14] |
- Голова Верховної Ради України Андрій Парубій у привітанні українського народу з 2017 роком:

| Ми будуємо наш український світ. ...Наші цінності – мир і воля – це тисячолітні цінності нашого народу. Від часів Київської Русі. Сьогодні за наше право жити гідно тисячі українських хлопців і дівчат б'ються на передовій. Мабуть, ворог у своїй імперській маячні забув, що не тільки мечі перековуються на рала, а й з плуга кують мечі. І сотні спалених ворожих танків швидко нагадали Кремлю, що українці – нація воїнів. Хочу побажати Божого захисту нашим героям. Повертайтеся з перемогою до своїх рідних. Цілими і неушкодженими. Ви – надія і майбутнє Української держави! Ми обов’язково звільнимо нашу землю! Ми знову засіємо наші окуповані ворогом поля! І зберемо новий врожай![15] |

## Освіта, мова, культура та традиції в Українському світі
Особи, які відносять себе до Українського Світу, мають можливість долучитися до української культури та мистецтва, вивчення української мови, звичаїв та традицій українців а також, отримати українську освіту незалежно від їхнього місця проживання.
Діти громадян та резидентів України мають можливість отримати загальну середню освіту у мережі загальноосвітніх шкіл, розташованих на теренах України.
Діти резидентів інших країн мають можливість здобути початкову, базову та повну загальну середню освіту України в Міжнародній українській школі за методиками дистанційного навчання. Міжнародна українська школа, співпрацюючи із мережею українських шкіл зарубіжжя, також комбінує методики дистанційного та/або очного навчання. Навчання за цими методиками надає можливість отримання офіційних документів українського зразка, які засвідчують про здобуті освітні рівні кожного учня. Діти громадян України, що тимчачово проживають за кордоном, мають змогу навчатися безкоштовно. Таку ж можливість також мають діти громадян України, що проживають на окупованих територіях Луганської і Донецької областей та Криму.
Окрім цього, як в Україні, так і за її межами існує мережа міжнародних шкіл, у яких учні мають змогу долучатися до української культури та мистецтва, до вивчення української мови і літератури а також, отримати офіційні документи про здобуті освітні рівні з мови та літератури на рівні відповідних вимог міжнародного бакалаврату. Якщо учні не бажають здобувати освітні документи, а вивчають мову і літературу «для себе», рівень отриманих ними знань не оцінюється, офіційні документи не видаються.
Мережа українських навчальних закладів за межами України надає можливість долучитися до української культури та мистецтва, вивчення української мови, звичаїв та традицій українців практично по цілому світі. Зазвичай, це суботні або недільні школи чи школи, які працюють неповний тиждень або факультативно. Після відкриття Міжнародної української школи частина з них налагодила чи налагоджує співпрацю для отримання можливості надання освітніх рівнів і документів державного зразка по українську загальну середню освіту.

## Український світ у літературі та мистецтві
- Український світ Миколи Гоголя в оповіданні «Вечір проти Івана Купала»[недоступне посилання]
- Естетичний світ українства у вітчизняній літературній спадщині
- «Український світ»- виставки творів Володимира Дзюбенка. 2011 р. [Архівовано 16 квітня 2011 у Wayback Machine.]
- «Український світ» в артефактах і шедеврах. Україна Молода. Номер 127 за 30.08.2012 [Архівовано 5 листопада 2016 у Wayback Machine.]